# Алибейли, Гюльрух Сабир гызы
Гюльрух Алибейли (азерб. Gülrux Əlibəyli; 12 января 1928 — 16 февраля 2016, Баку, Азербайджан) — советская азербайджанская писатель, литературовед, критик, публицист.

## Биография
Родилась в семье преподавателей. Её отец окончил один из Санкт-Петербургских вузов. В 1952 году окончила факультет востоковедения Ленинградского университета. 
Окончила аспирантуру и защитила диссертацию в Институте мировой литературы (Москва). 
защиты диссертации возвратилась в Баку
Занималась литературоведением. Работала в Институте литературы и языковедения им. Низами Академии Наук Азербайджанской ССР.
В 1962—1964 годы являлась заместителем, в 1964—1965 годы — и. о. министра культуры Азербайджанской ССР[уточнить].
В 1971—1984 годы — старший преподаватель, затем профессор кафедры философии Азербайджанского Института народного хозяйства.
Доктор философии в области филологии.

## Научная деятельность
Первая литературоведческая статья была опубликована в 1958 году в Москве в журнале «Вопросы литературы». Являлась автором многочисленных статей по теории литературы, а также киноискусству, театру, изобразительному искусству. 
Была участницей многих международных конференций, в том числе Международного ПЕН-клуба. 

## Работы
Автор более 500 эссе, статей.
Автор 20 книг, в том числе: 
- «Поиски, находки» (1970)
- «Всегда в пути» (1972)
- «Грани Художественности» (1981)
- «Раздумья» (1986)
- «Энергия мысли» (1987)
- «Duşünən dünyamız» («Осмысленный мир») (1998)
- «Cırpınan Dünyamız» («Бушующий мир») (2000)
- «Dəyishən Dünyamız» («Меняющийся мир») (2001)
- «Dağılan Dünyamız» («Разрушающийся мир») (2002)
- «Духовной жаждою томим» (Баку, издательство «Qanun», 2009)[1]
- «Танец и смерть» (Баку, издательство «Qanun», 2013)

## Семья
Дочь — политолог Лейла Алиева.